# Prostaglandina E2 (Dinoprostona)
Prostaglandina natural E2 (PGE2) é o princípio ativo do medicamento conhecido como dinoprostona. Tem importantes efeitos durante o trabalho de parto (maturação do colo uterino, por meio do seu amolecimento, assim como estimular as contrações uterinas). A PGE2 disponível no organismo também estimula os osteoblastos a liberar fatores que estimulam a reabsorção óssea pelos osteoclastos, além de induzir a febre, suprimir a sinalização do receptor de células T e poder desempenhar um papel na resolução da inflamação

## Uso médico
As prostaglandinas, principalmente a PGE2, em baixas doses, induzem o amolecimento do colo uterino, mesmo na ausência de contratilidade uterina. Muitos estudos confirmaram seus efeitos diretos na maturação cervical, de tal forma que a administração da prostaglandina é, atualmente, bem reconhecida como sendo particularmente benéfica para a indução do trabalho de parto com um colo não “maduro”. Em tais condições, a indução com ocitocina é frequentemente mal sucedida, levando à necessidade de cesariana em 30 – 40% dos casos
O perfil de segurança e eficácia da PGE2 está bem estabelecido por numerosos estudos clínicos. PGE2 é superior à PGF2 para a maturação cervical, sendo considerada mais efetiva do que esta última. Admite-se que seu uso reflita mais de perto os eventos naturais.
As prostaglandinas se estabeleceram como o agente de indução mais eficaz, mesmo com um colo uterino imaturo, sendo o agente mais recomendado para a indução do parto por várias diretrizes.
Embora as prostaglandinas sejam utilizadas na indução de trabalho de parto desde 1970, nas últimas décadas, o uso da dinoprostona, uma prostaglandina E2, na formulação de pessário vaginal de dose única de 10 mg com liberação controlada (Propess®/ Cervidil®), para a maturação do colo uterino foi aprovado com base em vários estudos clínicos. Este estudo comprovaram que com essa dose e com o dispositivo que permite uma liberação controlada da PGE2 a taxa de liberação do fármaco é muito adequada e menor do que com a da formulação em gel, com a mesma eficácia clínica, além de demonstrar uma efetividade superior em relação à ocitocina, que embora útil não é adequada para pacientes com baixos escores de Bishop. O uso de uma única dose de Propess® pode induzir um parto mais rápido [8]. Em complemento, apresenta a vantagem de poder ser removido facilmente se e quando necessário, como na ocorrência de uma hiperestimulação uterina

### Farmacocinética
É sabido que as prostaglandinas agem como hormônios locais e são primariamente metabolizadas em seu local de síntese. Qualquer prostaglandina que escape da inativação local é rapidamente retirada da circulação sanguínea com meia-vida estimada de 1-3 minutos.
Nenhuma correlação pode ser estabelecida entre a liberação de PGE2 e concentrações plasmáticas de seu metabólito, PGEm. Também não pode ser determinada a contribuição relativa da liberação de PGE2 de fontes endógenas e exógenas para o nível plasmático do metabólito PGEm.
O reservatório de 10 mg de dinoprostona serve para manter a liberação constante e controlada. A taxa de liberação é de aproximadamente 0,3 mg por hora durante 24 horas em mulheres com membranas intactas, porém, em mulheres com ruptura prematura de membranas a liberação é maior e mais variável. Propess® libera dinoprostona no tecido do colo uterino continuamente a uma taxa que permite que a maturação cervical progrida até seu estágio completo e com a facilidade de remover a fonte de dinoprostona quando o médico decidir que a maturação cervical está completa ou o parto iniciado, quando a dinoprostona não é mais necessária.

### Mecanismo de ação
A dinoprostona é uma Prostaglandina E2. As prostaglandinas são substâncias naturalmente presentes em baixas concentrações em muitos tecidos humanos e atuam como hormônios locais. A Prostaglandina E2 tem um papel importante nas alterações dos complexos bioquímicos e estruturais envolvidos na maturação cervical. A maturação cervical envolve um relaxamento marcante das fibras musculares lisas do colo uterino cuja maturação deve ser transformada de uma estrutura rígida para uma configuração suave e dilatada que permita a passagem do feto pelo canal de parto. Este processo envolve a ativação da enzima colagenase que é responsável pela “digestão” de algumas redes de colágeno estrutural do colo uterino.
A dinoprostona está bem estabelecida como um agente de sucesso para a maturação cervical e indução do trabalho de parto. A dinoprostona inicia o trabalho de parto por um processo mais semelhante ao trabalho de parto espontâneo do que o produzido pela amniotomia seguida da infusão de ocitocina. A aplicação local (vaginal e endocervical) da dinoprostona provou ser clinicamente superior à administração intravenosa.

### Eventos adversos
Em complemento aos seus efeitos sobre a maturação do colo do útero, as prostaglandinas também podem ter um efeito uterotônico sobre o útero gravídico. Como resultado, existe a preocupação de que a administração intravaginal de dinoprostona possa induzir hiperestimulação uterina (definida como uma contração isolada de 2 minutos de duração, ou mais de cinco contrações em 10 minutos), levando ao sofrimento fetal e alterações da frequência cardíaca fetal. No entanto, é evidente, a partir dos dados coletados dos estudos placebo-controlados, que o pessário vaginal de dinoprostona é bem tolerado, causando poucos eventos adversos para a mãe ou para o feto. Nestes estudos, a hiperesti-mulação uterina associada com o sofrimento fetal (2,8%) ou não (4,7%) e sofrimento fetal na ausência de hiperestimulação uterina (3,8%) foram os eventos adversos relacionados com o tratamento mais frequentemente registados. Náuseas, vômitos, diarreia e dor abdominal (eventos adversos gastrintesti-nais comumente associados ao uso de PGE2) e febre ocorreram com uma incidência <1%.

## Aprovação legal
A dinoprostona (PGE2) foi aprovada para utilização sob os seguintes nomes comerciais: Cervidil® (Forest Laboratories, Inc.) e Propess® (Ferring Pharmaceuticals).
O pessário vaginal de dinoprostona encontra-se em comercialização em vários países da Comunidade Europeia e nos Estados Unidos da América desde o final da década de 1990, sendo recomendada por Diretrizes Internacionais e por Protocolos de Obstetrícia de vários hospitais. No Brasil, PROPESS® está aprovado pela Agência Nacional de vigilância Sanitária sob o número de registro M.S.: 1.2876.0013, sendo um produto de venda sob prescrição médica e uso restrito a hospitais.